# Дрон Петро Дмитрович
Петро́ Дми́трович Дро́н (рос. Пё́тр Дми́триевич Дро́н, нар. 28 серпня 1985, Ленінград, СРСР) — російський керлінгіст, учасник зимових Олімпійських ігор (2014). Багаторазовий чемпіон Росії, майстер спорту Росії міжнародного класу. Чемпіонату світу з керлінгу серед змішаних пар (2010). Ведуча рука — права.

## Життєпис
Петро Дрон народився у Ленінграді. У юнацьких змагання з керлінгу почав брати участь з 1996 року. Закінчив Санкт-Петербурзький державний університет фізичної культури імені П. Ф. Лесгафта. З 2005 року почав залучатися до складу національної збірної Росії, а наступного року дебютував на чемпіонаті Європи у Базелі (група B). У 2007 році Дрон вперше став чемпіоном Росії з керлінгу, а у сезоні 2010/11 здобув Кубок федерації керлінгу Росії.
У квітні 2010 року Петро Дрон разом з Яною Некрасовою став переможцем Чемпіонату світу з керлінгу серед змішаних пар, що відбувся у Челябінську. 2011–2013 роки були багатими на події в кар'єрі російського спортсмена — він ще двічі ставав чемпіоном країни (2011, 2013), двічі брав участь у елітній групі А чемпіонатів Європи з керлінгу (2012, 2013) та потрапив до складу учасників чоловічого чемпіонату світу 2013 року.
У лютому 2014 року в складі збірної Росії, що отримала право брати участь у турнірі без відбіркових змагань, боровся за нагороди зимових Олімпійських ігор у Сочі. З 9 проведених на Іграх матчів росіянам вдалося перемогти лише у трьох, внаслідок чого вони посіли підсумкове сьоме місце і до раунду плей-оф не потрапили.
Окрім занять керлінгом Петро Дронов захоплюється подорожами та грою у шахи і більярд.

## Виступи на Олімпійських іграх
| Змагання                     | Місто | Місце | %    |
| ---------------------------- | ----- | ----- | ---- |
| Зимові Олімпійські ігри 2014 | Сочі  | 7     | 84 % |